# B. G. Teubner Verlag

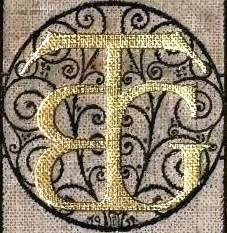
BGT Logo

Der B. G. Teubner Verlag war ein deutscher Fachverlag für Forschung, Lehre und Praxis in den Bereichen Altertumswissenschaften, Bauwesen, Technik, Mathematik, Naturwissenschaften und Informatik. Er wurde am 21. Februar 1811 von Benedictus Gotthelf Teubner (1784–1856) in Leipzig gegründet und entwickelte sich im 19. Jh. zum wissenschaftlichen Verlag von Weltgeltung. Im April 2008 wurde er in das neu gegründete Unternehmen Vieweg+Teubner Verlag integriert.

## Verlagsprogramm
Das ursprüngliche Verlagsprogramm umfasste:
- Die die Grundlage des Verlages bildende, 550 Bände umfassende Bibliotheca Scriptorum Graecorum et Romanorum Teubneriana,
- der von den Akademien zu Berlin, Göttingen, Leipzig, München und Wien seit 1900 herausgegebene Thesaurus Linguae Latinae,
- die im Auftrag der Akademien in Göttingen, Leipzig, München und Wien seit 1898 herausgegebene Enzyklopädie der mathematischen Wissenschaften,
- die von Paul Hinneberg in Berlin seit 1905 herausgegebene Enzyklopädie Die Kultur der Gegenwart,
- die seit 1899 erschienene Sammlung wissenschaftlich-gemeinverständlicher Darstellungen Aus Natur und Geisteswelt, die 240 Bände umfasste,
- ab 1901 der Künstlerische Wandschmuck für Schule und Haus (Künstlersteinzeichnungen bzw. Originallithographien).

Bekanntheit erlangte der B. G. Teubner Verlag auch für seine Leistungen auf dem Gebiet der Schulbüchern und verwandter Literatur. Er gehörte zu den Herausgeberverlagen der Mathematischen Schülerbücherei.
Ein dem 4. Internationalen Mathematikerkongress in Rom (6.–11. September 1908) gewidmeter Verlagskatalog gibt einen Überblick über die Verlagsunternehmungen auf dem Gebiet der Mathematik, Naturwissenschaften und Technik nebst Grenzwissenschaften. Auf 520 Seiten wurden die Verlagsunternehmungen dieses Bereichs aufgezählt.

## Geschichte

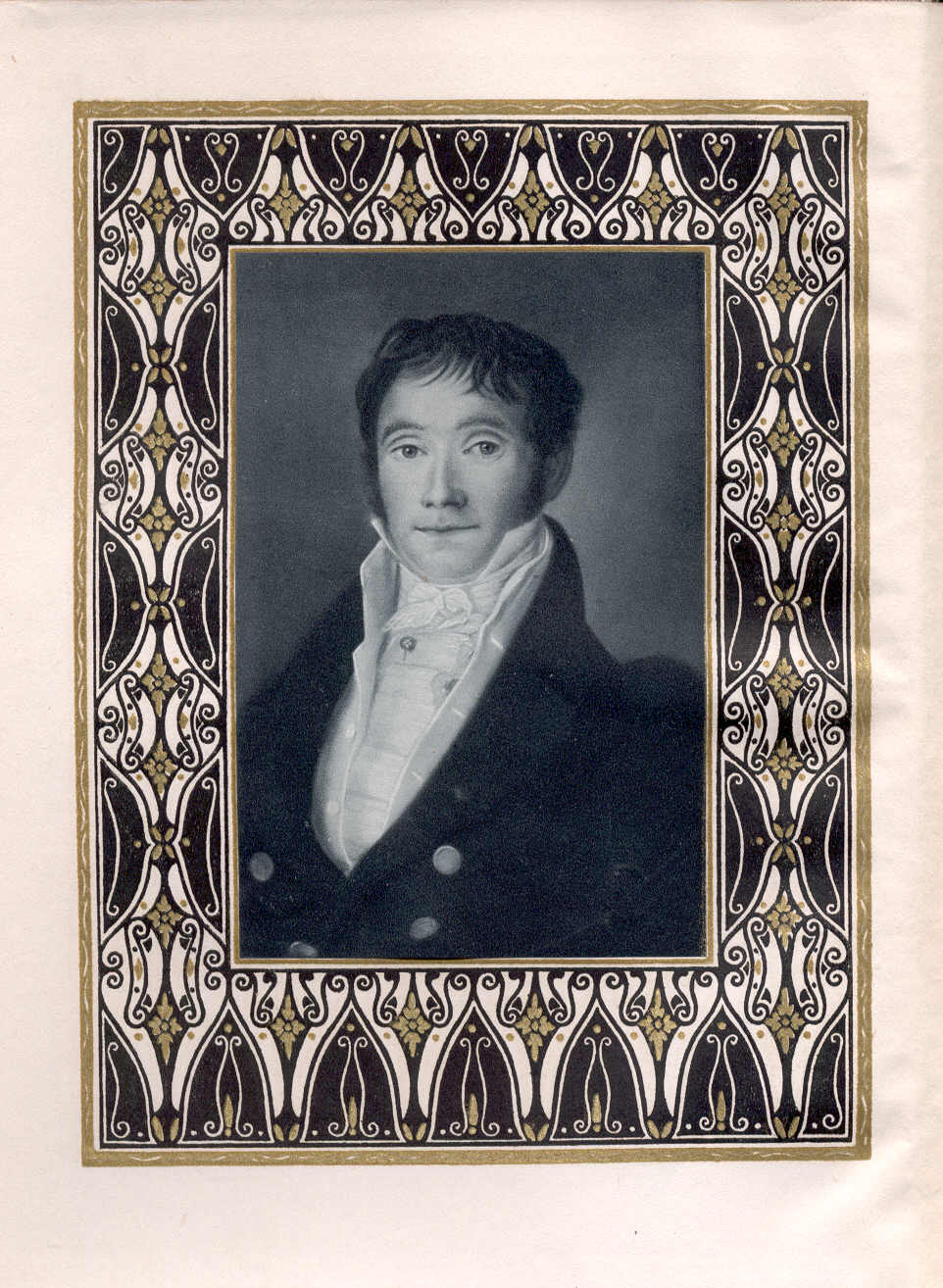
Benedictus Gotthelf Teubner. Aus einer Verlagsausgabe mit seinerzeit moderner Reproduktion einer Darstellung Teubners von ca. 1811; Leipzig 1911

Der B. G. Teubner Verlag ging aus der Weinedelschen Buchdruckerei Leipzig hervor. Die Druckerei war 1791 von Johann Christian Otto gegründet worden. Anfang 1806 ging Otto in Konkurs, und seine aus zwei hölzernen Handpressen sowie zwei Tonnen Schrift bestehende Druckerei war vom Leipziger Stadtgericht zu verkaufen. Teubners Schwager, Johann Carl Weinedel, der kein gelernter Drucker war, hatte aufgrund des damaligen strengen Zunftrechts nicht die Berechtigung, einen Druckereibetrieb zu führen. Auch konnte er sich in Leipzig nicht ansässig machen. Trotzdem wurde ihm die Übernahme von der Stadt ebenso wie von der Innung erlaubt. Entweder lag dies an den ungünstigen Zeitverhältnissen oder man war überhaupt froh, einen Käufer für den Betrieb zu finden. Seit Juni 1806 war Teubner in der Druckerei verantwortlich tätig. Als J. C. Weinedel 1808 im Alter von 33 Jahren starb, lief der Druckereibetrieb unverändert weiter. Nach den Zunftgesetzen hatten die Erben das Recht, die Druckerei noch drei Jahre lang fortführen zu lassen, und de facto war Teubner schon vorher so gut wie verantwortlicher Leiter der Druckerei. Weinedels Witwe starb ein Jahr nach ihrem Mann, so dass Teubner jetzt die Druckerei J. C. Weinedels Erben für die unmündigen Kinder, deren Vormund er außerdem war, zu führen hatte. Als die Konzessionsfrist für die Erben ablief, übernahm Teubner am 21. Februar 1811 die Druckerei.

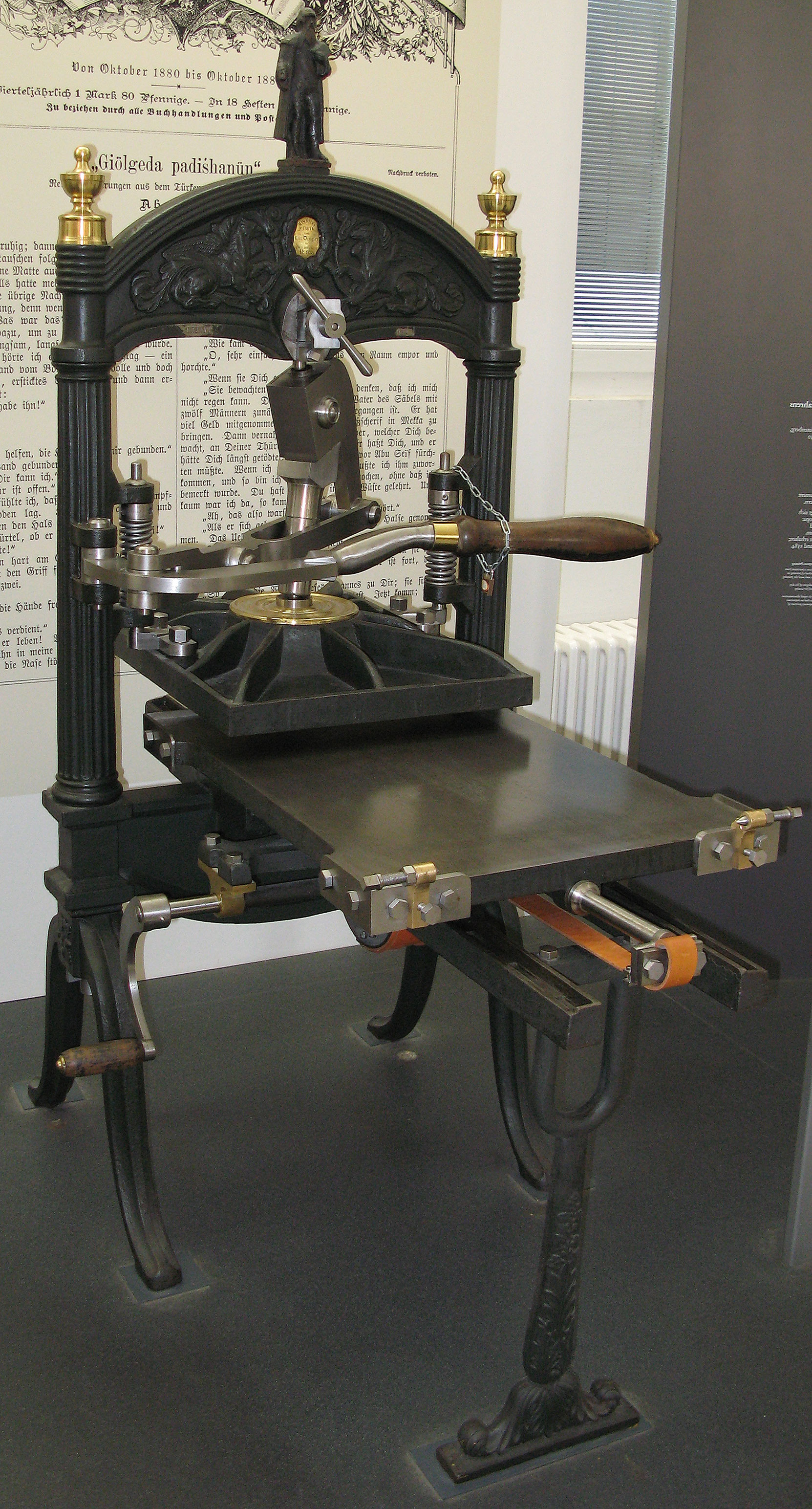
Kniehebelpresse von 1845

Teubner erwarb sich schnell das Wohlwollen einiger bedeutender Verlagsbuchhandlungen. Insbesondere war es Heinrich Wilhelm Hahn d. Ä. in Hannover, der die Bestrebungen Teubners förderte. Ihm und seinem Nachfolger, dem Oberkommerzrat Heinrich Wilhelm Hahn d. J. in Hannover, verdankte Teubner zunächst einen großen Teil der aus kleinen Anfängen sich immer mehr entwickelnden Bedeutung seines Unternehmens.

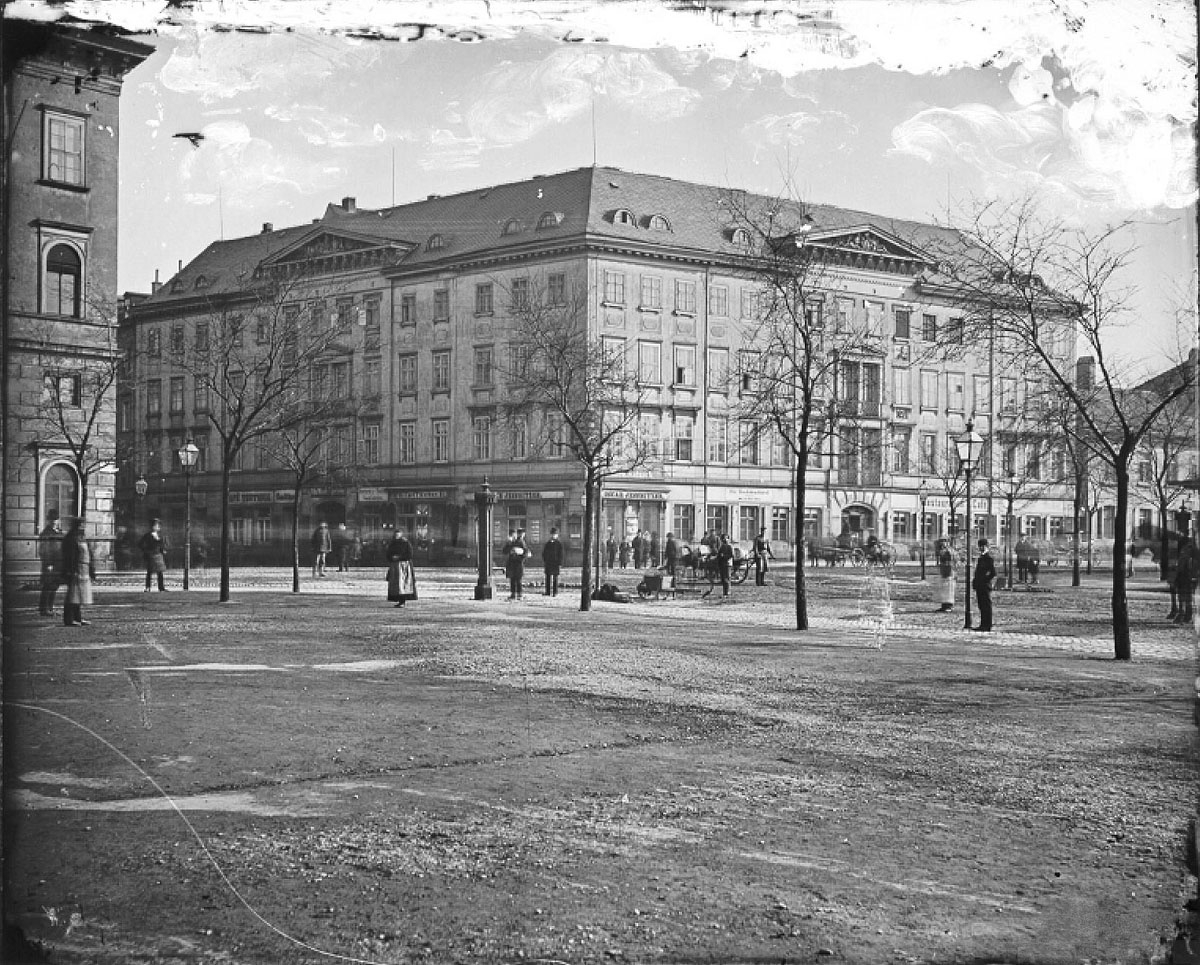
Teubnersches Geschäftshaus am Augustusplatz 2 in Leipzig (ca. 1880)

Nachdem die Befreiungskriege (1813–1815) gegen die Napoleonische Fremdherrschaft beendet waren, kam der im deutschen Verlagsbuchhandel eingetretene Aufschwung auch der Teubnerschen Buchdruckerei zugute. Das Personal stieg von etwa zehn Personen im Jahr 1806 auf mehr als 70 Mitarbeiter im Jahr 1819. Schon nach zehnjährigem Bestehen seines Geschäfts konnte Teubner das von ihm erbaute große Teubnersche Geschäftshaus am Augustusplatz in Leipzig beziehen, in das er im Jahr 1821 die damals 11 hölzerne Handpressen umfassende Buchdruckerei verlegte. Vorher hatte er auch für F. A. Brockhaus, weil dieser als nicht gelernter Buchdrucker eine eigene Buchdruckerei unter seinem Namen nicht errichten durfte, die Zweite Teubnersche Buchdruckerei eingerichtet, die unter dieser Firma vom 18. Januar 1818 bis zum 21. Oktober 1821 für Rechnung von F. A. Brockhaus bestand und dann von Friedrich Brockhaus übernommen und unter eigenem Namen fortgeführt wurde.

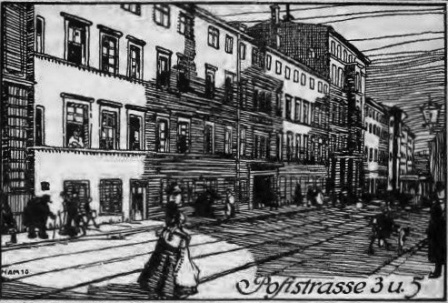
Teubnersches Geschäftshaus an der Poststraße in Leipzig

Die sich mehrenden Aufträge bedeutender Verleger des In- und Auslandes, seit dem 1. Januar 1831 der Druck der Leipziger Zeitung, der Druck des Börsenblattes für den deutschen Buchhandel seit dessen Entstehen und des eigenen Verlages machten eine permanente Vermehrung der typographischen Hilfsmittel nötig. Die Geschäftsräume des neuen Hauses reichten bald nicht mehr aus und es musste abermals ein neues großes Geschäftshaus an der Poststraße 3 in Leipzig bezogen werden. 

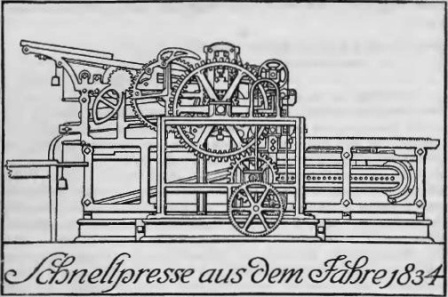
Schnellpresse

 Im Jahr 1839 nahmen diese neuen Räume sämtliche Geschäftszweige in sich auf. Die Druckerei umfasste zu dieser Zeit zwei Schnellpressen und 25 meist eiserne Handpressen nebst den nötigen Einrichtungen zu den damals üblichen und von Teubner kultivierten Drucktechniken, zum Congreve- (Buntdruck-Verfahren), Gold-, Silber-, Bunt- und Hochdruck. Außerdem waren damit eine Gravier-Anstalt, Schriftgießerei, Stereotypie und xylographische Anstalt verbunden.
Einen weiteren Neubau führte Teubner im Jahr 1852 auf seinem Grundstück aus, so dass dasselbe nun aus vier von ihm erbauten, einen Hof im Quadrat umschließenden Gebäuden bestand, von denen zwei zu Wohnungen und vermieteten Geschäftsräumen eingerichtet wurden.
Neben dem Leipziger Geschäft hatte Teubner im Jahr 1832 auch an der Marienstraße in Dresden eine Buchdruckerei errichtet, in der seit Einführung der Konstitution die Verhandlungen des sächsischen Landtags, das Dresdner Gesangbuch, das offizielle Dresdner Journal und viele andere Arbeiten für die Höchsten und Hohen Behörden des Landes gedruckt wurden. Der Ruf seiner typographischen Leistungen, durch Prämien auf verschiedenen Industrie-Ausstellungen anerkannt, verbreitete sich weit über Deutschlands Grenzen hinaus, so dass in der Kantateversammlung deutscher Buchhändler, Ostermesse 1856, deren Vorsitzender, Veit aus Berlin, sagte: „Aus kleinen Anfängen hat sich Teubner emporgearbeitet, er hat es verstanden, durch die treueste Sorgfalt für das geschäftliche Detail sich den Blick in das Ganze nicht abstumpfen und verkümmern zu lassen. So gelang es ihm, alle Zweige der typographischen Tätigkeit in seiner Offizin zu vereinigen und zu einer Vollkommenheit auszubilden, die den Erzeugnissen seiner Pressen einen europäischen Ruf erworben hat.“
Eine kaum geringere Bedeutung als die Buchdruckerei hatte die von Teubner gegründete Verlagsbuchhandlung. Schon im Jahr 1824 begann Teubner eine Sammlung griechischer und lateinischer Klassiker zu verlegen, die, nach und nach den Umfang von zirka 80 Bänden erreichend, damals viel Beifall und weite Verbreitung fand. An sie reihte sich eine Anzahl anderer Artikel meist philologischen Inhalts, so die auf F. Passows Anregung 1926 begründeten Jahrbücher für Philologie und Pädagogik an. Doch nahmen die Buchdruckereigeschäfte die Tätigkeit und Mittel Teubners damals noch in solchem Grade in Anspruch, dass er dem Verlag eine größere Ausdehnung nicht geben konnte. Eine vom 1. Januar 1831 an beginnende Assoziation mit F. Claudius für die Verlagsbuchhandlung, die nun als B. G. Teubner & F. Claudius firmierte, löste sich bereits am 31. Dezember 1832 wieder auf, ohne von erheblichem Einfluss auf eine größere Entwicklung des Verlagsgeschäftes gewesen zu sein.

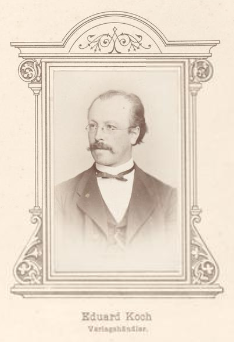
Eduard Koch, Verlagshändler

Am 1. April 1842 trat Eduard Koch, Schwager und späterer Schwiegersohn Teubners, in die Firma B. G. Teubner ein. Das Verlagsgeschäft wandte sich unter Kochs Einfluss vorzugsweise der damals aufblühenden Richtung der populären Heftliteratur, der illustrierten Schriften und der Belletristik zu, und eine Reihe teilweise bedeutender Werke auf diesen Gebieten bezeichnen diese Periode des Teubnerschen Verlages.
Später kam die ursprünglich verfolgte wissenschaftliche Richtung wieder mehr zur Geltung, und mit der im Jahr 1849 begonnenen Bibliotheca scriptorum Graecorum et Romanorum Teubneriana, einer neuen Sammlung von Textausgaben der griechischen und lateinischen Klassiker, begann eine neue Epoche des Verlagsgeschäftes. An diese Sammlung, die nach und nach auf 170 Bände anwuchs und sich überraschend schnell überallhin Bahn brach, wo humanistische Studien getrieben wurden, schloss sich zunächst eine Reihe wichtiger Schriften vornehmlich auf dem Gebiet der klassischen Philologie und Altertumswissenschaft an, abwechselnd mit teilweise bedeutenden Werken aus anderen Zweigen der Wissenschaft, namentlich der Theologie, Mathematik, Geschichte und Medizin.
Die Unternehmungslust Teubners schien mit seinen Jahren zuzunehmen. Bereitwillig ging er selbst auf große und schwierige Unternehmungen ein, auch wenn er mit der Amortisation seiner Investitionen erst in ferner Zukunft rechnen durfte. Während der Verlagskatalog von 1824 bis 1847, also für einen Zeitraum von 24 Jahren, nur zirka 200 Titel aufweist, sind in den Jahren 1848–1860, in der Hälfte jener Zeit, zirka 500 Artikel mit der Verlagsfirma B. G. Teubner erschienen, die fast durchgehend Bedeutung für die Wissenschaft oder für den Unterricht erlangten.

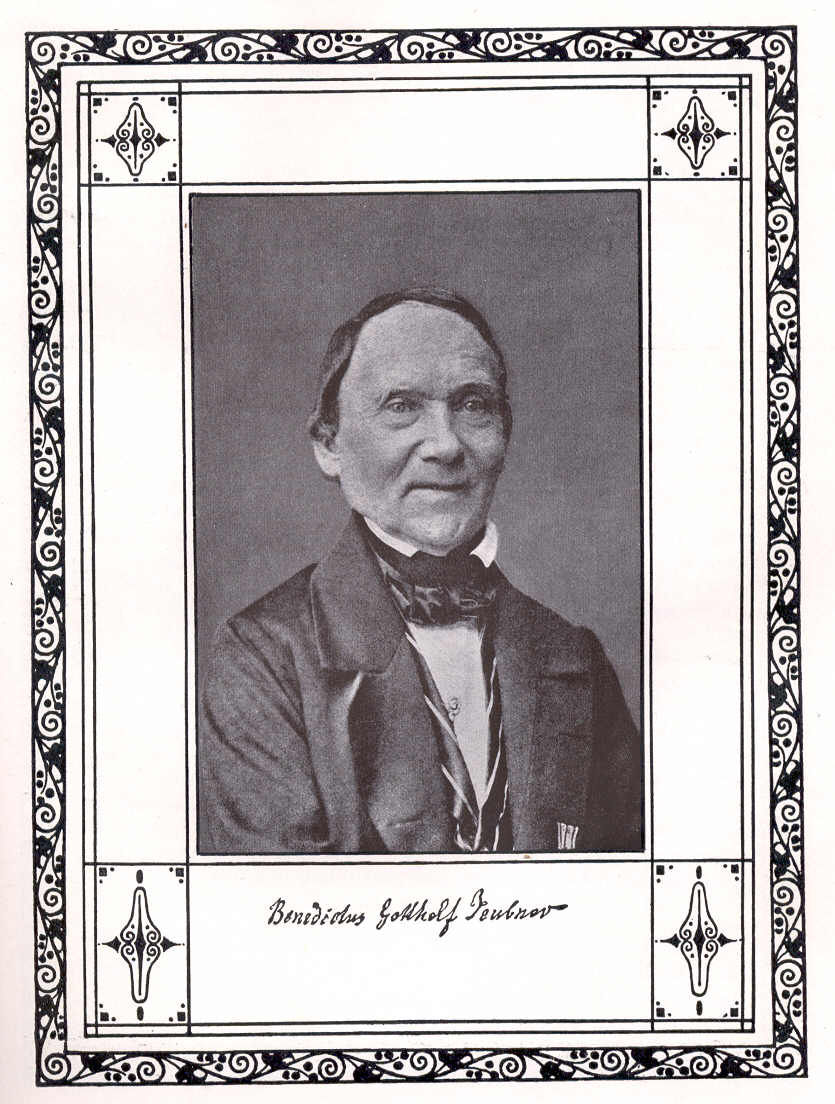
Benedictus Gotthelf Teubner

Mit dem 1. Juli 1854 zog sich Koch aus gesundheitlichen Gründen aus den Geschäften zurück. Dagegen übernahm 1853 Albin Ackermann-Teubner, ebenfalls Schwiegersohn Teubners, die Führung der Dresdner Niederlassung, während ein dritter Schwiegersohn, Adolf Roßbach, für das Leipziger Geschäft eingetreten war. Mit ihnen vereint, wirkte Teubner noch bis zum Oktober 1855. Er starb am 21. Januar 1856 ohne männliche Erben. Die Geschäfte in Leipzig und Dresden gingen an Albin Ackermann und Adolf Roßbach über, die dieselben unter der alten Firma im Sinne und Geiste ihres Gründers fortführten.

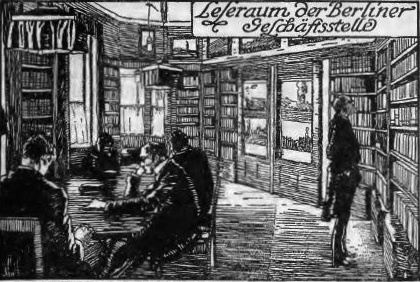
Leseraum in der Berliner Geschäftsstelle

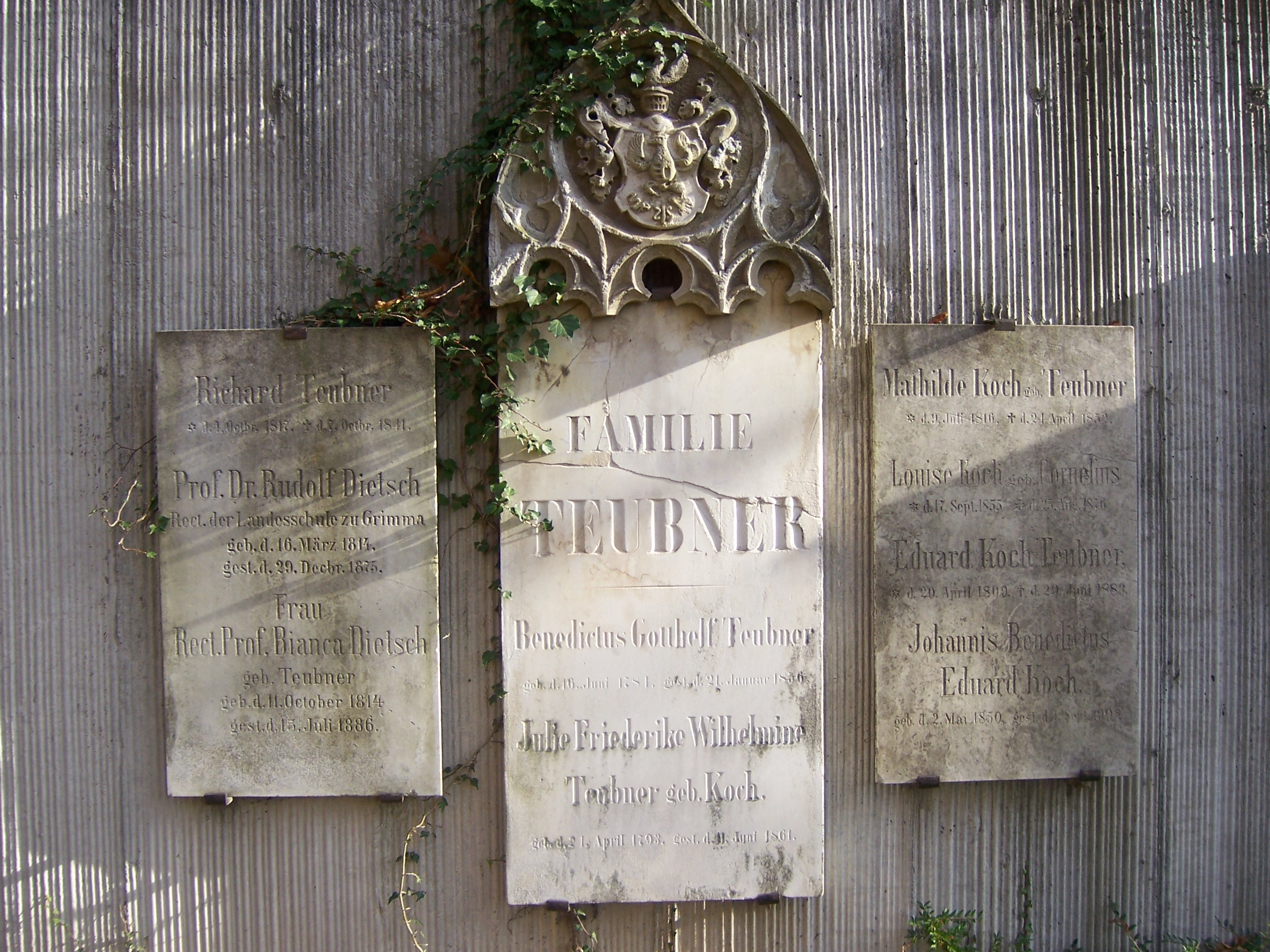
Grabtafeln des ehemaligen Familiengrabes auf dem Neuen Johannisfriedhof, jetzt: Lapidarium Alter Johannisfriedhof, Leipzig

Nach dem Tod des Firmengründers expandierte der Teubner-Verlag in der Folgezeit nicht nur durch zahlreiche eigene Unternehmungen, sondern auch durch den Ankauf der Gothaer Bibliotheca Graeca cur. Jacobs et Rost und des gesamten Verlags der erloschenen Firma Ebeling & Plahn in Berlin einschließlich eines Teils des von dieser Firma früher erworbenen Verlages von E. Leibrock in Braunschweig und einiger Artikel, die zurzeit in der Fleckeisen’schen Buchhandlung in Helmstedt erschienen waren.
Im März 1872 trat August Schmitt als Teilhaber der Verlagsbuchhandlung und am 1. Juli 1875 Arthur Roßbach als Teilhaber sämtlicher Teubnerschen Geschäfte in Leipzig und Dresden ein. Der Verlag bewegte sich auch in neuerer Zeit vorzugsweise auf den Gebieten der Philologie und Altertumswissenschaft, der Unterrichtsmittel für höhere Schulen und der mathematischen und technischen Wissenschaften.
Im Jahr 1898 starb Adolf Roßbach und 1904 Albin Ackermann-Teubner. Danach übernahmen Alfred Ackermann-Teubner (ab 1882), Alfred Giesecke (ab 1893) und Konrad Giesecke (ab 1904) das Unternehmen.
Die Richtung der Verlagstätigkeit bewegte sich fast ausnahmslos auf den Gebieten Philologie, Mathematik, Naturwissenschaften, Pädagogik und Handelswissenschaften.
Der Teubnerschen Druckerei angeschlossen waren eine eigene Schriftgießerei, Galvanoplastik, sowie Reproduktionsanstalt und seit 1905 eine Buchbinderei.

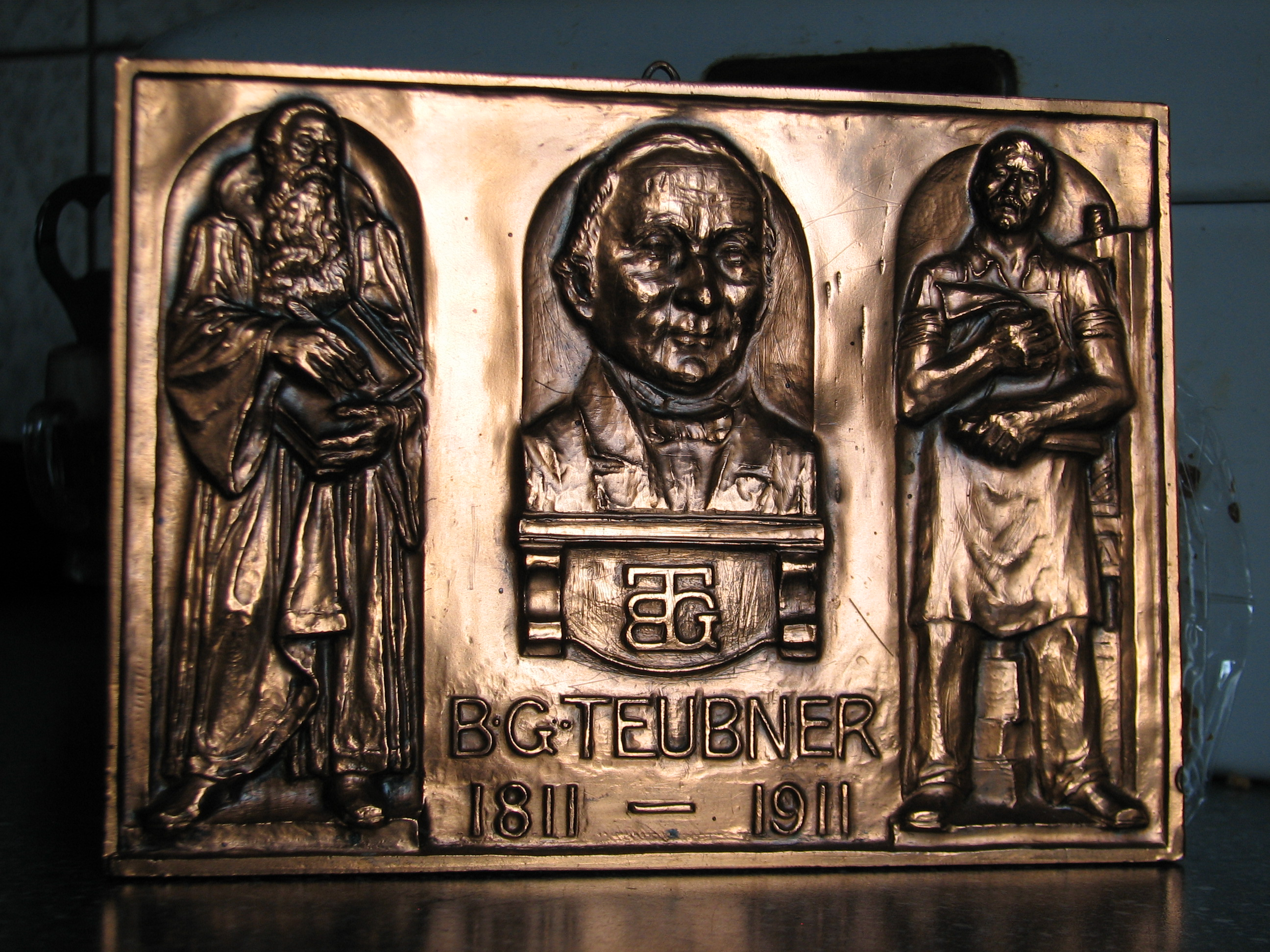
100 Jahre B. G. Teubner Verlag: Jubiläumstafel mit den Jahreszahlen 1811 und 1911 sowie mit Abbildungen des Verlagsgründers Benedictus Gotthelf Teubner (Mitte), eines Gelehrten (links), eines Druckers (rechts) und des Buchstaben-Verlags-Signets (Mitte); Gusstafel aus dem Jahr 1911 (Vorderseite kupferfarben, 15 cm × 11 cm)

1908 waren in den einzelnen Betrieben insgesamt 870 Personen beschäftigt. Davon entfielen auf die Verlagsbuchhandlung 154, auf die technischen Betriebe 566 und auf die Dresdner Druckerei 150 Personen. In den technischen Betrieben waren 50 Buchdruckschnellpressen und zirka 100 Hilfsmaschinen aufgestellt, für die die Kraft von zwei Dampfmaschinen mit 3.200 PS und zwei Dynamos von 2.830 Ampere geliefert wurde.
1933 arbeiteten im Unternehmen ca. 700 Beschäftigte, überwiegend im Schulbuch- und im Druckereibereich.
Im Dezember 1943 wurden der graphische Betrieb und das Verlagsgebäude bei einem Bombenangriff zerstört.
Nach dem Zweiten Weltkrieg erfolgte am 30. Januar 1947 in Leipzig eine Neugründung als Kommanditgesellschaft, bei der die Teubner-Buch-GmbH und die Teubner-Redaktions-GmbH persönlich haftende Gesellschafter wurden.
Die Verlagsspitze wechselte nach der Enteignung 1952 nach Stuttgart und eröffnete dort ebenfalls einen Teubner Verlag. Er ging 1969 in der Münchner Firmengruppe Giesecke & Devrient auf, die als Wertpapierdruckerei aus der alten Teubner-Familie hervorgegangen ist.
Die in der damaligen DDR ansässige Leipziger Niederlassung musste ab 1958 eine staatliche Mehrheitsbeteiligung akzeptieren und firmierte danach unter BSB B. G. Teubner Verlagsgesellschaft (BSB BGT).
Im Februar 1991 gründete der Stuttgarter Verlag B. G. Teubner eine 100-prozentige Tochtergesellschaft mit dem Namen B. G. Teubner Verlagsgesellschaft mbH in Stuttgart. Diese erwarb im April 1991 die Teubner KG in Leipzig und verlegte ihren Sitz nach Leipzig. Das Leipziger Unternehmen wurde 1998 mit der BG Teubner GmbH in Stuttgart verschmolzen, danach nur noch als Betriebsstätte geführt und 1999 geschlossen.
1999 wurde der Stuttgarter Teubner Verlag an die Bertelsmann Fachinformation (Julius Springer Verlagsgruppe) verkauft und wechselte nach Wiesbaden. Da man dort nur Interesse am technikwissenschaftlichen Bereich hatte, ging der altertums- und geisteswissenschaftliche Teil mit rund 700 Titeln an den K. G. Saur Verlag.
Der Verlag wurde mit seinen rund 600 lieferbaren Titeln mit der gesamten Springer Science+Business Media im April 2003 an die britischen Private-Equity-Gesellschaften Cinven und Candover verkauft.
Zum April 2008 wurde der Verlag mit dem ebenfalls zu den GWV Fachverlagen (inzwischen Springer Fachmedien Wiesbaden) gehörenden Vieweg Verlag zusammengeführt.

## Archivalien
Das Verlagsarchiv kam 1999 ins Deutsche Buch- und Schriftmuseum der Deutschen Nationalbibliothek Leipzig, wohin auch die Altbestände der Teubner-Akten aus dem Sächsischen Staatsarchiv Leipzig gelangten. Im November 2009 gelangte das Archivgut als Schenkung zurück an das Sächsische Staatsarchiv – Staatsarchiv Leipzig.
Archivmaterial aus der Zeit von 1945 bis 1959 befindet sich darüber hinaus im Bundesarchiv Berlin und im Stadtarchiv Leipzig, Archivalien aus der Zeit vor 1945 lagern im Geheimes Staatsarchiv Preußischer Kulturbesitz, im Niedersächsischen Staatsarchiv Wolfenbüttel, im Sächsischen Hauptstaatsarchiv Dresden sowie im Staatsarchiv München.